# 日本信号
日本信號股份有限公司（日語：日本信号株式会社）總公司位在東京都千代田區丸之內，主要業務項目為進行交通號誌、自動驗票機等的製造，為日本國内號誌機廠商的龍頭。於東京證券交易所、大阪證券交易所一部上市，在日本全國各地及其他國家都可看到該公司所製造的號誌機。

## 由來
創辦人三村周先生在英國學習鐵道號誌技術後，於1898年（明治31年）回到日本開設三村工場，創立了日本的號誌機製造業。為了能在世界經濟大恐慌中求生存，於1928年（昭和3年）12月27日將同行的塩田工場與鐵道號誌合併，成為現在的日本信號。而在這3家公司的合併當時，原來的3家公司總共有330名員工，其中的80名被裁員，以使合併後的公司組織能夠重整。
第二次世界大戰過後也是鐵道技術進步的同時，該公司研發出車上號誌方式的自動列車控制裝置 (ATC) 並裝設在東海道新幹線，之後跨入鐵道號誌以外的業務。1966年（昭和41年）與美國廠商進行技術交流，1968年（昭和43年）開始生產自動驗票機。另外也跨入一般道路交通號誌以及交通資訊管理中央系統、停車場管理系統。

### 年表
- 1928年12月 - 三家販賣與製造號誌機的廠商（三村工場、鐵道號誌股份有限公司、塩田工場）合併創立日本信號。
- 1949年5月 - 東京證券交易所上市。
- 1961年10月 - 大阪證券交易所上市。
- 2001年6月 - 總公司移到東京都池袋區太陽城60大廈。
- 2007年5月 - 總公司移到現在的東京都新丸之內大廈 （日本天皇皇宮正前方）。

## 主要產品
- 列車運行管理系統（TT、CPTC、PRC）
- 調度集中系統（CTC）
- 聯鎖裝置（電子聯鎖裝置、繼電聯鎖裝置）
- 自動列車停止裝置（ATS）
- 自動列車控制裝置（ATC）
- 自動列車運轉裝置（ATO）
- 自動驗票機
- 自動售票機
- 自動補票機
- 平交道遮斷器
- 電子式轉轍器
- 鐵道用LED式號誌機
- 平交道障礙物偵測裝置
- 各種資訊表示系統（LED式、片狀式）
- 交通管制系統
- 交通號誌控制機
- 停車位計時器
- 車輛偵測器
- 道路資訊顯示器
- 日期記錄機
- 交通號誌
- 交通資訊系統
- 停車鎖系統
- NS-RFID
- 環境監測系統（ECO SCAN）

## 事業所
- 總公司 - 東京都千代田區
- 大阪分公司 - 大阪府大阪市中央區
- 北海道辦公室 - 北海道札幌市中央區
- 東北辦公室 - 宮城縣仙台市青葉區
- 北關東辦公室 - 埼玉縣埼玉市浦和區
- 中部辦公室 - 愛知縣名古屋市中村區
- 九州辦公室 - 福岡縣福岡市中央區
- 久喜事業所 - 埼玉縣久喜市
- 宇都宮事業所 - 櫪木縣宇都宮市
- 上尾工場 - 埼玉縣上尾市

## 關係公司

### 國內
- 日信電子服務股份有限公司 - 東京都台東區
- 日信電設股份有限公司 - 埼玉縣埼玉市浦和區
- 日信工業股份有限公司 - 栃木縣下都賀郡野木町[2]
- 札幌日信電子股份有限公司 - 北海道札幌市豐平區
- 仙台日信電子股份有限公司 - 宮城縣仙台市若林區
- 山形日信電子股份有限公司 - 山形縣長井市
- 三重日信電子股份有限公司 - 三重縣津市
- 福岡日信電子股份有限公司 - 福岡縣福岡市西區
- 栃木日信股份有限公司 - 栃木縣下都賀郡野木町
- 日信興產股份有限公司 - 埼玉縣埼玉市中央區
- 日信軟體工程股份有限公司（日信ソフトエンジニアリング） - 埼玉縣久喜市
- 日信特器股份有限公司 - 大阪府岸和田市
- 朝日電氣股份有限公司 - 神奈川縣川崎市中原區
- 日信技術服務股份有限公司（日信テクノサービス） - 埼玉縣久喜市
- 日信事業服務股份有限公司（日信キャリアサービス） - 埼玉縣久喜市
- 日信LEASE股份有限公司 - 東京都千代田區
- iPosnet（アイポスネット株式会社） - 埼玉縣埼玉市中央區
- Circuit Technology Inc（サーキットテクノロジー株式会社） - 埼玉縣埼玉市中央區
- 橫濱技術工程服務股份有限公司（横浜テクノエンジニアリングサービス） - 神奈川縣橫濱市中區

### 海外
- 日商日本信號股份有限公司 台北分公司- 台北市
- 日商日本信號股份有限公司 印度分公司- Chainai
- 北京日信安通貿易有限公司 - 北京市

## 資料來源
1. 1 2  交通新聞2009年4月16日
2. ↑  なお、他にも同じく日信工業股份有限公司という名の企業があるが、こちらは長野縣上田市に總公司を置くホンダグループの自動車部品廠商であり、當社とは全く別の企業である。

## 外部連結
- 日本信號股份有限公司 （页面存档备份，存于）
- 日本信號屏蔽器美国分公司 （页面存档备份，存于）